# Madly in Anger with the World Tour
Світовий тур "Madly in Anger with the World Tour" — концертний тур американського хеві-метал-гурту Metallica. Він проходив на підтримку восьмого студійного альбому гурту, St. Anger. Тур тривав понад 12 місяців, починаючи з осені 2003 року, під час якого було відіграно понад 100 концертів.

## Передумови
Після виходу у червні 2003 року альбому "St. Anger" Metallica вперше виступила на кількох фестивалях і літніх стадіонах у рамках туру 2003 року; це були перші концерти з новим басистом Робертом Трухільйо. Але повноцінний тур розпочався лише 6 листопада 2003 року, стартувавши у Національній гімназії Йойогі у Токіо і тривав до 28 листопада 2004 року, завершившись у HP Pavilion у Сан-Хосе, штат Каліфорнія.
Майже кожен виступ був професійно записаний і продавався онлайн. Серія завантажень, яка розпочалася у березні 2004 року, включала кожне доступне шоу у форматах FLAC і MP3. Барабанщик Ларс Ульріх зробив заяву, в якій повідомив шанувальникам, що ця серія є продовженням позиції гурту щодо запису, яку він зайняв у 1990-х роках.
Коли Ульріх захворів перед виступом на фестивалі Download Festival 6 червня 2004 року, було найнято кілька тимчасових замінників, серед яких були Дейв Ломбардо зі Slayer, Джої Джордісон зі Slipknot і Флеммінг Ларсен, барабанний технік Ульріха.
Тур був особливо популярним у Скандинавії, де відбувалися концерти на стадіонах, і спричинив появу всього бек-каталогу Metallica в хіт-парадах.

## Відкриття фестивалю
- Godsmack (Європа; етап 1, Північна Америка)[1]
- Lostprophets (Європа: етап 2, оберіть дати) [2]
- Slipknot (Європа— Частина 2) [3]
- The Datsuns (Брісбен, Сідней, Мельбурн)
- Vader (Хожув)

## Список композицій що були зіграні в цьому турі
Наступний сет-лист було взято з концерту 13 червня 2004 року, що відбувся на Олімпіаштадіоні в Мюнхені, Німеччина. Він не представляє всі концерти, що відбулися під час туру.
1. "Instrumental Sequence"
2. "Blackened"
3. "Fuel "
4. "Whom the Bell Tolls"
5. "Instrumental Sequence"
6. "Fade The Black"
7. "Frantic"
8. "The Memory Ramains"
9. "Wherever I May Roam"
10. "Інструментальна послідовність"
11. "St. Anger"
12. "Sad but True"
13. "Creeping Death"
14. "Damage, Inc."
15. "Harvester of Sorrow"
16. "Інструментальна послідовність"
17. "Nothing Else Matters"
18. "Master Of Puppets"
19. "One"
20. "Enter Sandman"

Композиції що були виконані на біс
1. "Dyers Eve"
2. "Seek and Destroy"

## Дати проведення туру
| Дата                   | Місто     | Країна                  | Місце                       |
| ---------------------- | --------- | ----------------------- | --------------------------- |
| 6 листопада 2003 р.    | Токіо     | Японія                  | Національна гімназія Йойогі |
| 7 листопада 2003 р.    | Токіо     | Японія                  | Національна гімназія Йойогі |
| 9 листопада 2003 року  | Саппоро   | Японія                  | Makomanai Indoor Stadium    |
| 11 листопада 2003 року | Сайтама   | Японія                  | Saitama Super Arena         |
| 13 листопада 2003 р.   | Осака     | Японія                  | Osaka-jō Hall               |
| 14 листопада 2003 р.   | Нагоя     | Японія                  | Nagoya Rainbow Hall         |
| 2 грудня 2003 р.       | Осло      | Норвегія                | Oslo Spektrum               |
| 3 грудня 2003 р.       | Осло      | Норвегія                | Oslo Spektrum               |
| 5 грудня 2003 р.       | Ганновер  | Німеччина               | Preussag Arena              |
| 6 грудня 2003 р.       | Арнем     | Нідерланди              | ГерлеДом                    |
| 8 грудня 2003 р.       | Цюрих     | Швейцарія               | Галленштадіон               |
| 9 грудня 2003 р.       | Париж     | Франція                 | АккорГотелс Арена           |
| 11 грудня 2003 р.      | Болонья   | Італія                  | PalaMalaguti                |
| 13 грудня 2003 р.      | Ерфурт    | Німеччина               | Messe Erfurt                |
| 14 грудня 2003 р.      | Мангайм   | Німеччина               | Mannheimer Maimarkthalle    |
| 16 грудня 2003 р.      | Кельн     | Німеччина               | Ланксесс-Арена              |
| 17 грудня 2003 р.      | Антверпен | Бельгія                 | Sportpaleis                 |
| 19 грудня 2003 р.      | Лондон    | Англія                  | Ерлс Корт                   |
| 20 грудня 2003 р.      | Лондон    | Англія                  | Ерлс Корт                   |
| 31 грудня 2003 р.      | Лас-Вегас | Сполучені Штати Америки | The Joint                   |

| Дата                 | Місто                 | Краіна               | Місце                                    |
| -------------------- | --------------------- | -------------------- | ---------------------------------------- |
| 16 січня 2004 р.[A]  | Окленд                | Нова Зеландія        | Маунт Смарт (стадіон)                    |
| 18 січня 2004 р.[A]  | Голд-Кост             | Австралія            | Gold Coast Parklands                     |
| 19 січня 2004 р.     | Бриспен               | Австралія            | Brisbane Entertainment Centre            |
| 21 січня 2004 р.     | Сідней                | Австралія            | Sydney Entertainment Centre              |
| 23 січня 2004 р.[A]  | Сідней                | Австралія            | Sydney Showground                        |
| 24 січня 2004 р.[A]  | Сідней                | Австралія            | Sydney Showground                        |
| 26 січня 2004 р.[A]  | Мельбурн              | Австралія            | Royal Melbourne Showgrounds              |
| 28 січня 2004 р.     | Мельбурн              | Австралія            | Sidney Myer Music Bowl                   |
| 30 січня 2004 р.[A]  | Аделаїда              | Австралія            | Royal Adelaide Showground                |
| 1 Лютого 2004 р.[A]  | Перт                  | Австралія            | Claremont Showground                     |
| 2 березня 2004 р.    | Фінікс                | США                  | Футпринт-центр                           |
| 3 березня 2004 р.    | Тусон                 | США                  | Tucson Convention Center Arena           |
| 5 березня 2004 р.    | Інглвуд               | США                  | The Forum                                |
| 6 березня 2004 р.    | Інглвуд               | США                  | The Forum                                |
| 8 березня 2004 р.    | Дейлі-Сіті            | США                  | Cow Palace                               |
| 10 березня 2004 р.   | Сакраменто            | США                  | ARCO Arena                               |
| 11 березня 2004 р.   | Ріно                  | США                  | Lawlor Events Center                     |
| 13 березня 2004 р.   | Лас-Вегас             | США                  | Thomas &amp; Mack Center                 |
| 14 березня 2004 р.   | Фресно                | США                  | Save Mart Center                         |
| 18 березня 2004 р.   | Портленд              | США                  | Мода-центр                               |
| 20 березня 2004 р.   | Бойсе                 | США                  | The Pavilion at Boise State              |
| 21 березня 2004 р.   | Спокан                | США                  | Spokane Veterans Memorial Arena          |
| 23 березня 2004 р.   | Едмонтон              | Канада               | Рексалл-плейс                            |
| 24 березня 2004 р.   | Калгарі               | Канада               | Скоушабенк-Соддлдоум                     |
| 26 березня 2004 р.   | Ванкувер              | Канада               |                                          |
| 28 березня 2004 р.   | Сіетл                 | США                  | Клаймат Плейдж Арена                     |
| 29 березня 2004 р.   | Каспер                | США                  | Casper Events Center                     |
| 31 березня 2004 р.   | Денвер                | США                  | Пепсі-центр                              |
| 20 квітня 2004 р.    | Юніодейл              | США                  | Носсау-Ветеранс-Меморіал-колісіум        |
| 21 квітня 2004 р.    | Юніодейл              | США                  | Носсау-Ветеранс-Меморіал-колісіум        |
| 23 квітня 2004 р.    | Шарлотт               | США                  | Charlotte Coliseum                       |
| 24 квітня 2004 р.    | Роенок                | США                  | Roanoke Civic Center                     |
| 26 квітня 2004 р.    | Норфолк               | США                  | Norfolk Scope Arena                      |
| 28 квітня 2004 р.    | Луїсвілл              | США                  | Freedom Hall                             |
| 29 квітня 2004 р.    | Гранд-Рапідс          | США                  | Van Andel Arena                          |
| 1 травня 2004 р.     | Цинциннаті            | США                  | U.S. Bank Arena                          |
| 2 травня 2004 р.     | Медісон               | США                  | Alliant Energy Center                    |
| 6 травня 2004 р.     | Калгарі               | Канада               | Скоушабенк-СоддлдоумСкоушабенк-Соддлдоум |
| 7 травня 2004 р.     | Саскатун              | Канада               | Saskatchewan Place                       |
| 9 травня 2004 р.     | Вінніпег              | Канада               | Winnipeg Arena                           |
| 11 травня 2004 р.    | Канзас-Сіті           | США                  | Kemper Arena                             |
| 12 травня 2004 р.    | Омаха                 | США                  | Qwest Center Arena                       |
| 14 травня 2004 р.    | Оклахома-Сіті         | США                  | Ford Center                              |
| 15 травня 2004 р.    | Літл-Рок              | США                  | Alltel Arena                             |
| 26 травня 2004 р.    | Копенгаген            | Данія                | Паркен                                   |
| 28 травня 2004 р.    | Гельсінкі             | Фінляндія            | Олімпійський стадіон                     |
| 30 травня 2004 р.    | Гетеборг              | Швеція               | Уллеві                                   |
| 31 травня 2004 р.    | Хожув                 | Польща               | Слізький стадіон                         |
| 2 червня 2004 р.[B]  | Глазго                | Шотландія            | Глазго Грін                              |
| 4 червня 2004 р.[C]  | Лісабон               | Португалія           | Bela Vista Park                          |
| 6 червня 2004 р.[B]  | Castle Donington      | Англія               | Домінгтон Парк                           |
| 8 червня 2004 р.     | Людвігсгафен-на-Рейні | Німеччина            | Südweststadion                           |
| 10 червня 2004 р.    | Гельзенкірхен         | Німеччина            | Фельтінс-Арена                           |
| 11 червня 2004 р.[D] | Відень                | Австрія              | Flugfeld Civitas Nova                    |
| 13 червня 2004 р.    | Мюнхен                | Німеччина            | Олімпійський стадіон (Мюнхен)            |
| 15 червня 2004 р.    | Белград               | Сербія та Чорногорія | Стадіон Партизана                        |
| 16 червня 2004 р.    | Бремен                | Німеччина            | Везерштадіон                             |
| 18 червня 2004 р.    | Цюрих                 | Швейцарія            | Летцигрунд                               |
| 19 червня 2004 р.    | Сарагоса              | Іспанія              | Ромареда                                 |
| 21 червня 2004 р.    | Амстердам             | Нідерланди           | Йоган Кроф Арена                         |
| 23 червня 2004 р.    | Париж                 | Франція              | Парк-де-Пренс                            |
| 25 червня 2004 р.    | Дублін                | Ірландія             | RDS Arena                                |
| 29 червня 2004 р.    | Падуя                 | Італія               | Stadio Euganeo                           |
| 1 липня 2004 р.      | Прага                 | Чехія                | T-Mobile Park Kolbenova                  |
| 2 липня 2004 р.[E]   | Верхтер               | Бельгія              | Rock Werchter                            |
| 4 липня 2004 р.      | Рейк'явік             | Ісландія             | Egilshöll                                |
| 16 Серпня 2004 р.    | Сент-Пол              | США                  | Ексел-Енерджі-центр                      |
| 17 Серпня 2004 р.    | Фарго                 | США                  | Fargodome                                |
| 19 Серпня 2004 р.    | Індіанаполіс          | США                  | Бенкерс Лайф-філдхаус                    |
| 20 Серпня 2004 р.    | Мілвокі               | США                  | БМО Гарріс Бредлі-центр                  |
| 22 Серпня 2004 р.    | Молін                 | США                  | The MARK of the Quad Cities              |
| 24 Серпня 2004 р.    | Пеорія                | США                  | Peoria Civic Center Arena                |
| 25 Серпня 2004 р.    | Форт-Вейн             | США                  | Allen County War Memorial Coliseum       |
| 27 Серпня 2004 р.    | Роузмонт              | США                  | Allstate Arena                           |
| 28 Серпня 2004 р.    | Роузмонт              | США                  | Allstate Arena                           |
| 30 Серпня 2004 р.    | Де-Монт               | США                  | Hilton Coliseum                          |
| 1 вересня 2004 р.    | Вічита                | США                  | Britt Brown Arena                        |
| 3 вересня 2004 р.    | Остін                 | США                  | Frank Erwin Center                       |
| 4 вересня 2004 р.    | Лаббок                | США                  | United Spirit Arena                      |
| 21 вересня 2004 р.   | Клівленд              | США                  | Квікен-Лоунс-арена                       |
| 22 вересня 2004 р.   | Піттсбург             | США                  | Мелон-арена                              |
| 24 вересня 2004 р.   | Колумбус              | США                  | Value City Arena                         |
| 25 вересня 2004 р.   | Сент-Луїс             | США                  | Скоттрейд-центр                          |
| 27 вересня 2004 р.   | Грин-Бей              | США                  | Resch Center                             |
| 1 жовтня 2004 р.     | Оберн-Гіллс           | США                  | Пелес-оф-Оберн-Гіллс                     |
| 3 жовтня 2004 р.     | Монреаль              | Канада               | Белл-центр                               |
| 4 жовтня 2004 р.     | Монреаль              | Канада               | Белл-центр                               |
| 6 жовтня 2004 р.     | Tоронто               | Канада               | Скошіябенк-Арена                         |
| 7 жовтня 2004 р.     | Оттава                | Канада               | Канадієн Тайр Центр                      |
| 9 жовтня 2004 р.     | Олбані                | США                  | Pepsi Arena                              |
| 10 жовтня 2004 р.    | Баффало               | США                  | Ейч-Ес-Бі-Сі-арена                       |
| 14 жовтня 2004 р.    | Квебек                | Канада               | Colisée Pepsi                            |
| 15 жовтня 2004 р.    | Квебек                | Канада               | Colisée Pepsi                            |
| 17 жовтня 2004 р.    | Вашингтон.            | США                  | Верайзон-центр                           |
| 19 жовтня 2004 р.    | Філадельфія           | США                  | Веллс Фарго-центр                        |
| 20 жовтня 2004 р.    | Філадельфія           | США                  | Веллс Фарго-центр                        |
| 22 жовтня 2004 р.    | Іст-Ратерфорд         | США                  | Континентал-Ерлайнс-арена                |
| 24 жовтня 2004 р.    | Бостон                | США                  | Тіді-Ді-Гарден                           |
| 25 жовтня 2004 р.    | Бостон                | США                  | Тіді-Ді-Гарден                           |
| 27 жовтня 2004 р.    | Гамільтон             | Канада               | Copps Coliseum                           |
| 28 жовтня 2004 р.    | Лондон                | Канада               | John Labatt Centre                       |
| 5 листопада 2004 р.  | Тампа                 | США                  | Амалі-арена                              |
| 6 листопада 2004 р.  | Маямі                 | США                  | БанкАтлантік-центр                       |
| 8 листопада 2004 р.  | Джексонвілл           | США                  | Jacksonville Veterans Memorial Arena     |
| 9 листопада 2004 р.  | Пенсакола             | США                  | Pensacola Civic Center                   |
| 11 листопада 2004 р. | Нашвілл               | США                  | Соммет-центр                             |
| 13 листопада 2004 р. | Дулут                 | США                  | The Arena at Gwinnett Center             |
| 14 листопада 2004 р. | Новий Орлеан          | США                  | Смуті-Кінг-центр                         |
| 16 листопада 2004 р. | Х'юстон               | США                  | Тойота-центр                             |
| 17 листопада 2004 р. | Даллас                | США                  | Американ-Ейрлайнс-центр                  |
| 20 листопада 2004 р. | Сан-Антоніо           | США                  | AT&T Center                              |
| 22 листопада 2004 р. | Солт-Лейк-Сіті        | США                  | E Center                                 |
| 24 листопада 2004 р. | Сан-Дієго             | США                  | San Diego Sports Arena                   |
| 27 листопада 2004 р. | Анагайм               | США                  | Хонда-центр                              |
| 28 листопада 2004 р. | Сан-Хосе              | США                  | SAP Center (Каліфорнія)                  |

Фестивалі та інші різноманітні заходи
A Концерт відбувся в рамках "Big Day Out"
B Концерт відбувся в рамках "Download Festival"
C Концерт відбувся в рамках "Rock in Rio Rock in Rio Lisboa"
D Концерт відбувся в рамках "Aerodrome Festival"
E Концерт відбувся в рамках "Rock Werchter"
Скасовані та перенесені концерти
| 25 жовтня 2003 р.   | Буенос-Айрес, Аргентина  | Монументаль (стадіон, Буенос-Айрес)                  | Скасовано                                                |
| 28 жовтня 2003 р.   | Чилі                     | Національний стадіон імені Хуліо Мартінеса Праданоса | Скасовано                                                |
| 30 жовтня 2003 р.   | Ріо-де-Жанейро, Бразилія | ATL Hall                                             | Скасовано                                                |
| 1 листопада 2003 р. | Сан-Паулу, Бразилія      | Муніципальний стадіон Паулу Машаду ді Карвалью       | Скасовано                                                |
| 14 травня 2004 р.   | Норман, (Оклахома)       | Lloyd Noble Center                                   | Перенесено до Ford Center в Оклахома-Сіті, штат Оклахома |
| 27 червня 2004 р.   | Хорватія                 | Максимир (стадіон)                                   | Скасовано                                                |

### Дані щодо касових зборів
| Місце                                | Місто         | Квитки продані / в наявності | Прибуток    |
| ------------------------------------ | ------------- | ---------------------------- | ----------- |
| America West Arena                   | Фенікс        | 16,778 / 16,778 (100%)       | $931,315    |
| Tucson Convention Center Arena       | Туксон        | 8,514 / 8,514 (100%)         | $502,210    |
| The Forum                            | Inglewood     | 32,455 / 33,674 (96%)        | $1,797,450  |
| Cow Palace                           | Дейлі Сіті    | 16,000 / 16,000 (100%)       | $888,000    |
| ARCO Arena                           | Сакраменто    | 12,545 / 13,500 (93%)        | $754,075    |
| Lawlor Events Center                 | Рено          | 7,944 / 8,500 (93%)          | $437,906    |
| Thomas & Mack Center                 | Лас Вегас     | 13,270 / 16,808 (79%)        | $797,055    |
| Save Mart Center                     | Фресно        | 12,751 / 15,143 (84%)        | $728,774    |
| Rose Garden                          | Портланд      | 11,064 / 16,000 (69%)        | $605,360    |
| Spokane Veterans Memorial Arena      | Спокан        | 9,179 / 11,000 (83%)         | $531,010    |
| KeyArena                             | Сіетл         | 13,222 / 13,222 (100%)       | $750,800    |
| Nassau Veterans Memorial Coliseum    | Юніондейл     | 30,205 / 34,196 (88%)        | $1,815,950  |
| Freedom Hall                         | Луїсвілл      | 11,802 / 17,726 (67%)        | $646,980    |
| Van Andel Arena                      | Гренд-Репідс  | 12,550 / 12,550 (100%)       | $754,950    |
| U.S. Bank Arena                      | Цинциннаті    | 13,640 / 13,640 (100%)       | $770,880    |
| Alliant Energy Center                | Медісон       | 10,120 / 10,120 (100%)       | $646,750    |
| Pengrowth Saddledome                 | Калґарі       | 16,646 / 16,646 (100%)       | $927,515    |
| Saskatchewan Place                   | Саскатун      | 13,035 / 13,035 (100%)       | $578,744    |
| Winnipeg Arena                       | Вінніпеґ      | 14,911 / 14,911 (100%)       | $642,503    |
| Kemper Arena                         | Каназас Сіті  | 14,631 / 18,893 (77%)        | $853,836    |
| Qwest Center Arena                   | Омаха         | 15,000 / 15,000 (100%)       | $856,420    |
| Ford Center                          | Оклахома-Сіті | 13,502 / 19,204 (70%)        | $767,610    |
| Alltel Arena                         | Норт-Літл-Рок | 11,830 / 14,200 (83%)        | $690,650    |
| Xcel Energy Center                   | Сент-Пол      | 17,555 / 17,555 (100%)       | $994,125    |
| Bradley Center                       | Мілвокі       | 14,179 / 18,000 (79%)        | $788,195    |
| Allstate Arena                       | Роузмонт      | 30,941 / 30,941 (100%)       | $1,785,995  |
| Britt Brown Arena                    | Веллі-Сентер  | 8,485 / 11,236 (76%)         | $493,780    |
| United Spirit Arena                  | Лаббок        | 9,593 / 15,453 (62%)         | $539,515    |
| Gund Arena                           | Клівленд      | 15,559 / 21,190 (73%)        | $865,050    |
| Mellon Arena                         | Піттсбурґ     | 9,816 / 9,816 (100%)         | $564,700    |
| Value City Arena                     | Колумбус      | 11,002 / 18,000 (61%)        | $606,980    |
| Savvis Center                        | Сент-Луїс     | 7,864 / 10,000 (79%)         | $431,610    |
| Resch Center                         | Грін-Бей      | 9,976 / 9,976 (100%)         | $567,920    |
| The Palace of Auburn Hills           | Оберн-Гіллс   | 14,866 / 19,712 (75%)        | $844,195    |
| Bell Centre                          | Монреаль      | 40,277 / 40,277 (100%)       | $2,457,793  |
| Air Canada Centre                    | Торонто       | 18,531 / 18,531 (100%)       | $1,119,555  |
| Corel Centre                         | Оттава        | 12,875 / 12,875 (100%)       | $782,333    |
| Pepsi Arena                          | Албанія       | 13,148 / 15,835 (83%)        | $776,208    |
| HSBC Arena                           | Баффало       | 14,687 / 18,954 (77%)        | $837,865    |
| Colisée Pepsi                        | Квебек        | 30,523 / 30,523 (100%)       | $1,971,563  |
| MCI Center                           | Вашингтон     | 15,367 / 17,531 (88%)        | $924,926    |
| Wachovia Center                      | Філадельфія   | 31,198 / 38,998 (96%)        | $1,781,540  |
| Continental Airlines Arena           | Іст-Резерфорд | 18,986 / 18,986 (100%)       | $1,090,490  |
| FleetCenter                          | Бостон        | 26,396 / 34,014 (78%)        | $1,504,100  |
| Copps Coliseum                       | Гамільтон     | 6,722 / 10,000 (67%)         | $424,662    |
| John Labatt Centre                   | Лондон        | 10,211 / 10,211 (100%)       | $631,458    |
| St. Pete Times Forum                 | Tampa         | 13,792 / 13,792 (100%)       | $745,346    |
| Office Depot Center                  | Санрайс       | 12,836 / 20,522 (63%)        | $758,194    |
| Jacksonville Veterans Memorial Arena | Джексонвілл   | 5,363 / 5,992 (90%)          | $314,225    |
| Pensacola Civic Center               | Пенсакола     | 8,341 / 8,700 (96%)          | $469,790    |
| Gaylord Entertainment Center         | Нашвілл       | 9,663 / 10,841 (89%)         | $500,645    |
| The Arena at Gwinnett Center         | Дулут         | 12,347 / 12,347 (100%)       | $710,237    |
| New Orleans Arena                    | Новий Орлеан  | 11,493 / 14,800 (78%)        | $625,920    |
| Toyota Center                        | Х’юстон       | 12,596 / 16,800 (75%)        | $697,800    |
| San Diego Sports Arena               | Сан-Діеґо     | 13,747 / 13,890 (99%)        | $809,800    |
| Arrowhead Pond                       | Анахайм       | 15,900 / 15,900 (100%)       | $867,475    |
| HP Pavilion                          | Сан-Хосе      | 13,239 / 17,890 (96%)        | $689,655    |
| Всього                               | Всього        | 849,668 / 969,348 (88%)      | $48,650,388 |

## Учасники запису
- Джеймс Гетфілд — вокал, ритм-гітара
- Кірк Геммет — соло-гітара, бек-вокал
- Ларс Ульріх — ударні
- Роберт Трухільйо — бас, бек-вокал

## Зовнішні посилання
- Metallica on Tour
- Live Metallica